# Cyclodictyon puiggarii
Cyclodictyon puiggarii là một loài rêu trong họ Pilotrichaceae. Loài này được (Geh. & Hampe) Kuntze mô tả khoa học đầu tiên năm 1891.